# Looe
Looe är en stad och civil parish i Cornwall i England. Orten har 5 112 invånare (2011).